# Кругле (Сватівський район)
Кру́гле — село в Україні, у Сватівській міській громаді Сватівського району Луганської області. Населення становить 482 осіб. Орган місцевого самоврядування — Круглівська сільська рада.
Село постраждало внаслідок геноциду українського народу, вчиненого урядом СССР у 1932—1933 роках, кількість встановлених жертв — 350 людей.

## Також
- Перелік населених пунктів, що постраждали від Голодомору 1932-1933, Луганська область

## Вулиці[2][3]
• вул. Батьківська
• вул. Борова
• вул. Молодіжна
• вул. Набережна
• вул. Незалежності
• вул. Т. Шевченка
• вул. Центральна